# Хрут-Фис
Хрут-Фис, Грейт-Фиш (Хрут-Фи́срифир) (англ. Great Fish, африк. Groot-Visrivier, африк. Groot-Vis) — река в Южной Африке.
Река протекает в Восточно-Капской провинции ЮАР. Её длина составляет 730 километра, площадь бассейна — около 30 366 км². Впадает в Индийский океан. Река течёт через город Крадок в центре страны. Имеет ряд притоков. В течение XIX века, река являлась границей для Капской колонии. Несколько последних десятков километров реки являются границей района Какаду.